# Wir Bürger
Wir Bürger (lett. "Noi Cittadini"), già Riformatori Liberal-Conservatori (in tedesco Liberal-Konservative Reformer, LKR), è un partito politico tedesco di centro-destra.
Il partito è stato fondato nel luglio 2015 come scissione da Alternativa per la Germania (AfD) da parte dell'ex portavoce del partito Bernd Lucke. È stato fondato con il nome Alleanza per il Progresso e Rinnovamento (Allianz für Fortschritt und Aufbruch), ma ha cambiato nome nel novembre 2016 dopo un contenzioso con il movimento pro-vita "Aktion Lebensrecht für Alle" (Azione Diritto di Vivere per Tutti) che utilizza la stessa abbreviazione (ALFA).
Il partito era inizialmente rappresentato da cinque europarlamentari (iscritti al Gruppo dei Conservatori e dei Riformisti Europei) e da tre membri del Parlamento di Brema a causa del loro ritiro formale dall'AfD. Nel settembre 2018 tutti i suoi eurodeputati tranne Lucke hanno lasciato il partito. Nelle elezioni europee del 2019 e nelle elezioni statali di Brema lo stesso giorno, LKR ha perso tutti i suoi seggi rimanenti al Parlamento europeo e a Brema.
È stato rappresentato nel Bundestag dal 2020 al 2021, dopo che gli ex parlamentari dell'AfD Uwe Kamann e Mario Mieruch si erano uniti al partito.

## Storia
La fondazione del partito è stata preceduta da mesi di lotta per il potere tra Bernd Lucke e Frauke Petry per la leadership del partito AfD, quest'ultima leader dell'ala nazional-conservatrice del partito. Nel corso della controversia Lucke e importanti membri dell'AfD con orientamenti liberal-conservatori ed economici liberali hanno fondato l'associazione Weckruf 2015 (Sveglia 2015) per la preoccupazione di una tendenza populista di destra percepita nell'AfD.
In una convention straordinaria del partito a Essen il 4 luglio 2015, Lucke è stato sconfitto nelle elezioni per la presidenza dalla sua avversaria Petry, che ha ricevuto il 60% dei voti. La settimana successiva, 5 eurodeputati dell'AfD sono usciti dal partito il 7 luglio 2015 e Lucke ha annunciato le sue dimissioni dal partito l'8 luglio, portando alla formazione del partito ALFA.

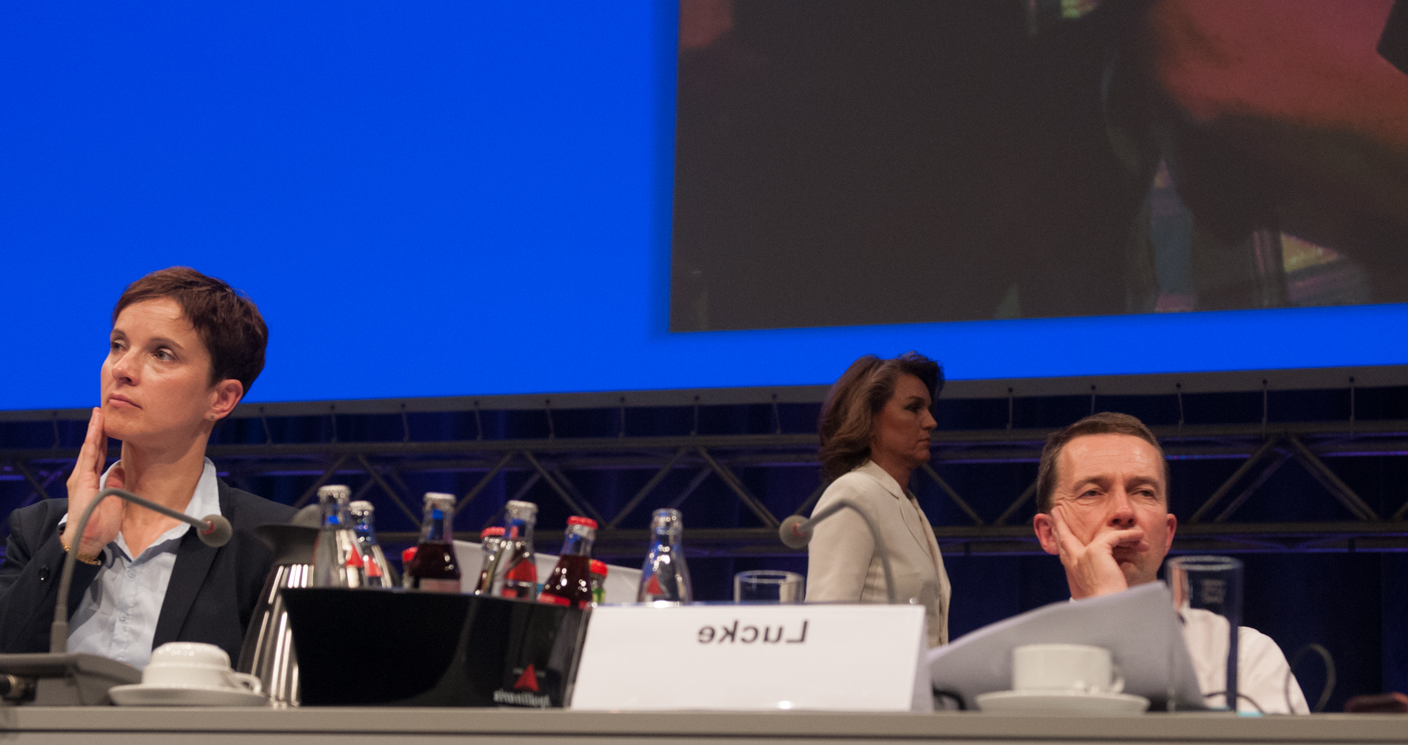
Bernd Lucke e Frauke Petry alla convention dell'AfD del 2015 a Essen

ALFA è stata formalmente fondata il 19 luglio 2015 in una riunione inaugurale a porte chiuse di 70 persone a Kassel, Assia, dove sono stati approvati gli statuti e una piattaforma del partito e Bernd Lucke (eurodeputato) è stato eletto presidente. Alla fondazione sono stati selezionati anche i suoi vicepresidenti ovvero Bernd Kölmel (eurodeputato), Gunther Nickel e Reiner Rohlje, e la segretaria generale Ulrike Trebesius (eurodeputata).
È stato stimato che il 20% dei membri dell'allora AfD è passato ad ALFA con Lucke.
Il 18 marzo 2016 ALFA è stata ammessa nel Partito dei Conservatori e dei Riformisti Europei.
Il partito si è riunito il 4 giugno 2016 per la sua seconda convenzione, durante la quale Ulrike Trebesius, membro del Parlamento europeo, è stata eletta presidente del partito. Da parte sua sono stati eletti il suo collega deputato Bernd Kölmel, Ulrich van Suntum, professore di economia all'Università di Münster e presidente del partito a livello statale nella Renania Settentrionale-Vestfalia, e Christian Schäfer, presidente dell'ALFA nel parlamento statale di Brema, sono stati eletti vicepresidenti. Bernd Lucke è stato invece eletto quasi all'unanimità il candidato numero uno del partito per le prossime elezioni federali in Germania, che si sono tenute nel 2017. Nello stesso anno Trebesius si dimise dalla carica. Così Christian Kott di Brema è stato eletto presidente il 12 novembre 2016, a Francoforte. Nella stessa convenzione i delegati del partito cambiarono anche il nome in Riformatori Liberal-Conservatori. Da allora il nome del partito è spesso abbreviato LKR.
Il 17 settembre 2017 è stato eletto un nuovo comitato esecutivo del partito, con Bernd Kölmel come presidente del partito. Altri membri del comitato esecutivo includono Bernd Lucke, Ulrike Trebesius e Hans-Olaf Henkel.
Nel settembre 2018, Joachim Starbatty è stato il primo membro a lasciare il partito

### Ex acronimo di partito ALFA
L'associazione "Azione Diritto di Vivere per Tutti" (Aktion Lebensrecht für Alle), abbreviato Alfa in tedesco, ha intrapreso un'azione legale contro il partito a causa dell'uso della stessa sigla. Il movimento per la vita ha vinto al tribunale regionale di Augusta. Se il partito dovesse disobbedire, sarebbe soggetto a una multa di 250 000 euro. Di conseguenza, il partito ha cambiato nome in "Liberal-Konservative Reformer" (Riformatori Liberal-Conservatori).
Separatamente, la filiale tedesca di Alfa Romeo, la casa automobilistica italiana, avrebbe preso in considerazione l'idea di intraprendere un'azione legale contro la parte per l'utilizzo della sigla ALFA.

## Piattaforma del partito

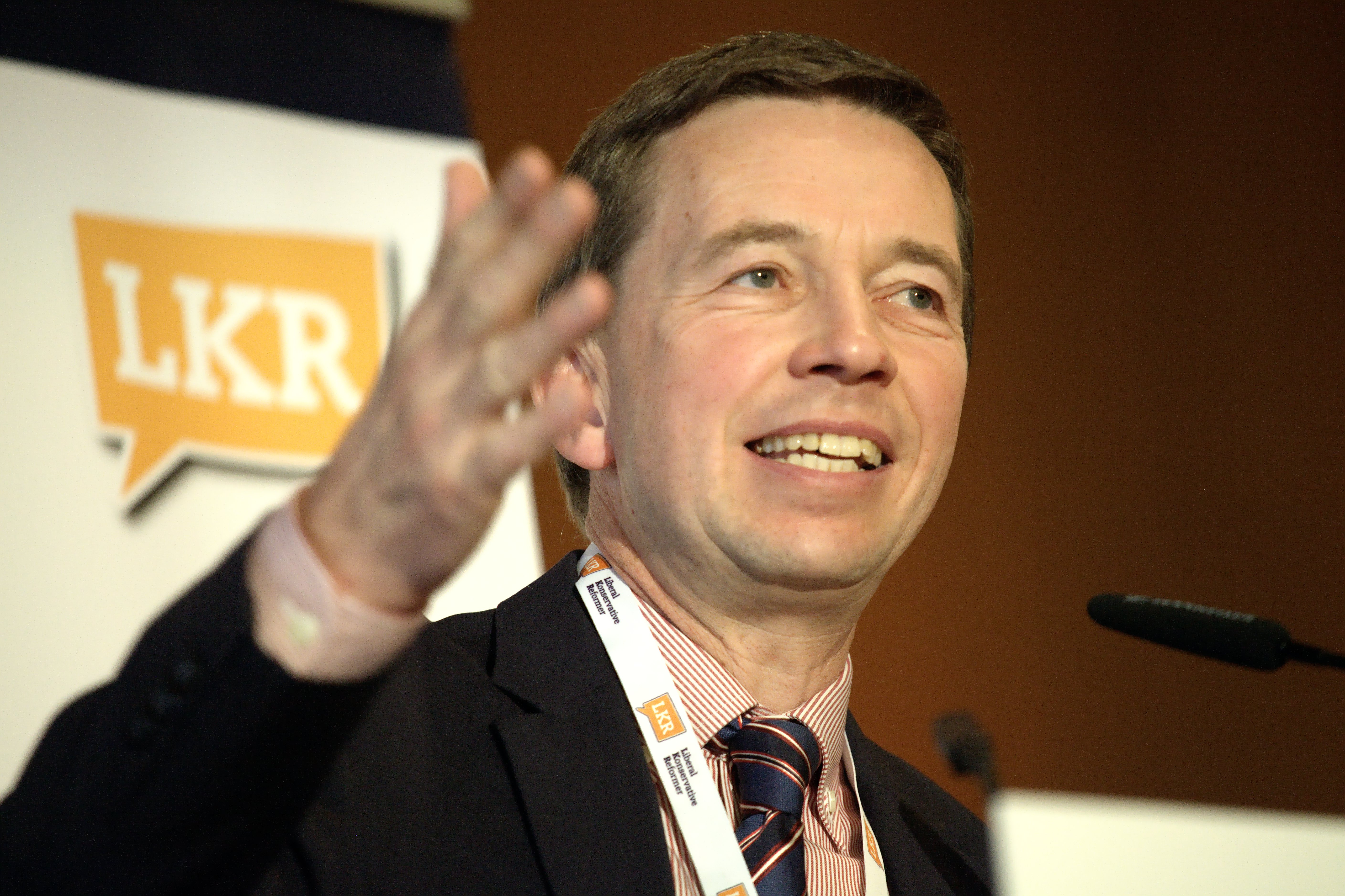
Bernd Lucke alla convention federale di LKR a Siegen, 2017

Il partito critica le politiche di interesse basso, zero e negativo della Banca centrale europea. Sottolinea inoltre l'allineamento occidentale con la NATO e l'UE come fondamento di una struttura di sicurezza transatlantica. LKR favorisce il libero scambio in generale e, a determinate condizioni, il Trattato transatlantico sul commercio e gli investimenti (TTIP). Supporta l'immigrazione di candidati adeguatamente qualificati sul modello canadese. Il partito rifiuta un salario minimo, ma preferisce un cosiddetto reddito minimo di attivazione per ogni cittadino. Il partito si descrive come moralmente conservatore, economicamente liberale e come un sostenitore del progresso tecnologico. Il partito rifiuta totalmente l'estremismo di ogni tipo.
Hans-Olaf Henkel ha affermato che da quando il partito si è separato dall'AfD nel luglio 2015 i media non si sono più accorti del partito, affermando che sarà una "sfida" per i cinque deputati LKR essere rieletti nel 2019. Henkel, che aveva compiuto 79 anni nel 2019, non aveva intenzione di candidarsi di nuovo alle elezioni.

## Struttura del partito
Il partito ha un'organizzazione di ramo in ciascuno dei sedici stati tedeschi. In molti stati esistono anche organizzazioni regionali. Inoltre c'è un'organizzazione giovanile, Junge Reformer (Giovani Riformatori), abbreviato Jure. Il presidente di Jure è stato anche eletto vicepresidente dei Giovani Conservatori Europei. Ci sono anche un club di donne all'interno del partito e un gruppo ufficiale per i proprietari di piccole e medie imprese.

## Presidenti
- Bernd Lucke (da luglio 2015 a giugno 2016)
- Ulrike Trebesius (da giugno a novembre 2016)
- Christian Kott (da novembre 2016 a settembre 2017)
- Bernd Kölmel (da settembre 2017 a settembre 2018)
- Peter Reich (da settembre a ottobre 2018)
- Stephanie Tsomakaeva (da ottobre a novembre 2018)
- Bernd Lucke (da novembre 2018 a settembre 2019)
- Jürgen Joost (da settembre 2019)

## Risultati elettorali
| Elezione      | Voti   | %    | Seggi   |
| ------------- | ------ | ---- | ------- |
| Europee 2019  | 43 961 | 0,1  | 0 / 96  |
| Federali 2021 | 11 159 | 0,02 | 0 / 736 |